# Jakob Schroth
Jacob Schroth (Bécs, 1773. március 20. – Bécs, 1831. február 22.) osztrák szobrász.

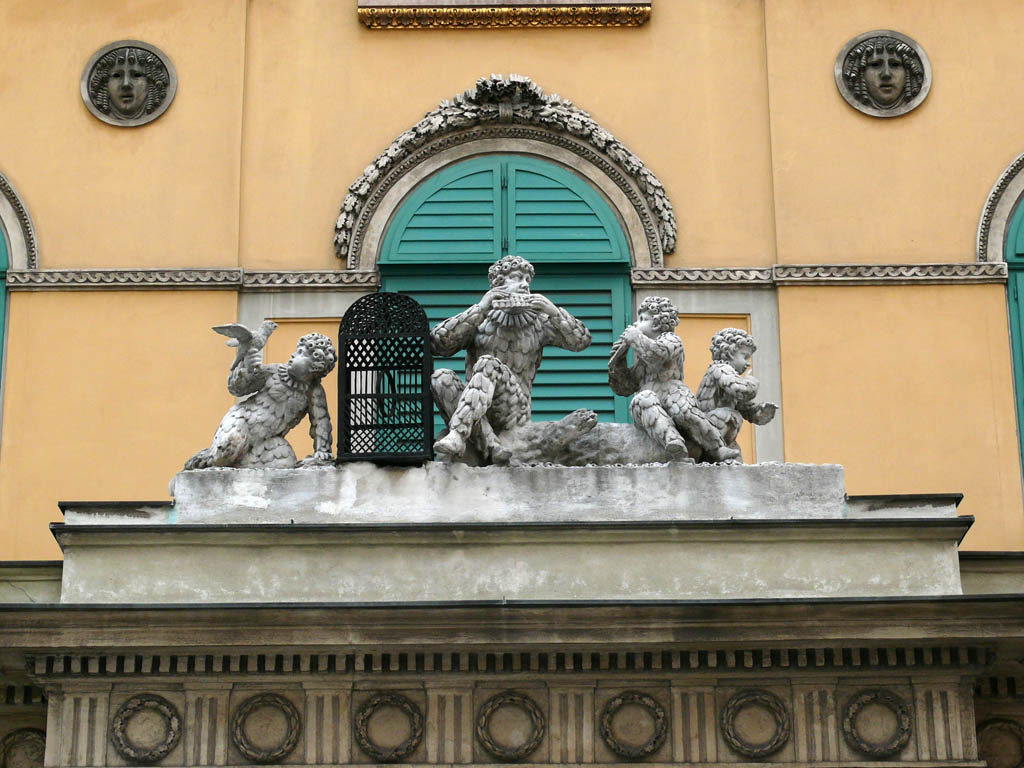
A Theater an der Wien főportálján a Jacob Schroth által készített szoborcsoport

## Életpályája
Egy szobrászdinasztia tagjaként született. A szobrászmesterséget tizenhárom évesen kezdte el tanulni, 1786-ban lett a Bécsi Képzőművészeti Akadémia hallgatója.
Schroth nevéhez fűződnek többek között a bécsi skót templom vagy plébániatemplom (Schottenkirche) főhomlokzatának munkálatai a templom bal oldalán, és az ő nevéhez fűződik a Schottenstift kolostor vagy skót kolostor címerterve a kolostor épületének keresztirányú szárnya felett is.
Jacob Schroth leghíresebb szobra egy figuracsoport, amelyet 1801-ben Emanuel Schikaneder megbízása alapján készült, a figuracsoport a Theater an der Wien eredeti fő portálját díszíti, mely Mozart A varázsfuvola című művének Papagenója, három kis Papagenóval körülvéve. A szoborcsoport Bécs Mariahilf negyedében, a Millenckergassén található, a Papagenogasse sarkán. 
1821-ben Schroth volt a megalkotója a Josef Polimberger és családja számára készült gránitsír domborított bronzszobrának is Magyarországon, a bajai temetőben, és 1823-ban a madarasi plébániatemplomban ő készítette el a borsódi Latinovics család számára készült síremléket is. 
Az ő nevéhez fűződnek az 1821-1822-ben a Badenben található Weilburg-palota tervei is, mely később, 1945-ben elpusztult.